# Hilaira nivalis
Hilaira nivalis es una especie de araña tejedora de sábana perteneciente al género Hilaira, de la familia Linyphiidae, orden Araneae. Fue descrita por Holm en 1937.

## Descripción
El prosoma del macho mide 1,45 mm de longitud y el de la hembra 1,35 mm.

## Distribución
Se distribuye por Rusia, desde los montes Urales hasta el noreste de Siberia.